# S-125 Neva/Pechora
 S-125 Neva/Pechora (hay SAM-3, tiếng Nga: С-125 "Нева"/"Печора", tên ký hiệu NATO SA-3 Goa) là hệ thống tên lửa đất đối không tầm trung của Liên Xô, được thiết kế bởi Isayve OKB nhằm bổ sung cho các loại tên lửa tầm xa là S-25 và S-75.
Tên lửa S-125 gồm 2 phần: phần thân dưới là động cơ đẩy phụ-nhiên liệu rắn, thời gian hoạt động 2,6 giây, gắn 4 cánh vây hình chữ nhật có thể xoay 90 độ; phần trên đường kính nhỏ hơn là động cơ đẩy chính-nhiên liệu rắn, thời gian hoạt động 18,7 giây và đầu đạn, được gắn 4 vây đuôi cố định và 4 vây chuyển động được nhỏ hơn ở đầu. Tên lửa được điều khiển bằng sóng radio qua antenna ở cánh vây sau phần trên (có thể tên lửa loại này được trang bị công nghệ tự tìm mục tiêu bằng hồng ngoại ở cuối hành trình). Tên lửa 5V24 (V600) có thể đạt vận tốc đến Mach 3-3,5. Nó có tầm bắn hiệu quả ngắn hơn và độ cao tối đa thấp hơn so với các loại tên lửa tầm xa như S-75, đồng thời cũng bay chậm hơn. Bù lại thì S-125 nhỏ gọn hơn, bệ phóng gắn được nhiều tên lửa hơn, dễ đi chuyển hơn. Thiết kế hai giai đoạn bay của S-125 cũng có hiệu quả cao hơn so với S-75 khi chống lại các mục tiêu bay thấp. Đặc biệt nó còn có khả năng chống lại các hệ thống gây nhiễu điện tử tốt hơn so với thế hệ S-75. Trong Chiến tranh Kosovo năm 1999, dù đã rất lạc hậu nhưng S-125 đã gây kinh ngạc khi tiêu diệt được 2 chiếc máy bay tàng hình F-117 của Mỹ.
Phiên bản dùng cho hải quân của hệ thống này có tên trong báo cáo của NATO là SA-N-1 Goa và tên thiết kế ban đầu là M-1 Volna (tiếng Nga: Волна nghĩa là sóng)

## Lịch sử hoạt động

### Liên Xô
S-125 được triển khai lần đầu vào khoảng thời gian 1961-1964 xung quanh Moskva, nhằm bổ sung vào hệ thống phòng không S-25 và S-75 đã bố trí xung quanh thành phố, cũng như trên lãnh thổ Liên Xô. Năm 1964, một phiên bản nâng cấp của hệ thống có tên là S-125M "Neva-M" và sau này là S-125M1 "Neva-M1" đã được chế tạo. Phiên bản nguyên gốc được định danh là SA-3A theo quy ước của Mỹ và Neva-M có tên là SA-3B và (phiên bản hải quân) SA-N-1B. Neva-M được trang bị lại tầng đẩy đã được thiết kế lại và một hệ thống điều khiển cải tiến.
Vào tháng 3 năm 1970, các phi công và các đội tên lửa phòng không của Liên Xô đã đến Ai Cập theo lời mời của nước này để giúp họ chiến đấu chống lại Isael. Tính chung trong 2 năm 1970-1971, MiG-21 do các phi công Liên Xô lái và các đơn vị phòng không do Liên Xô vận hành đã phá hủy tổng cộng 21 máy bay Israel (8 chiếc bị tên lửa phòng không SA-3 bắn hạ, 13 chiếc do MiG-21 bắn hạ). Kết quả này khiến Israel chấp nhận ký một thỏa thuận ngừng bắn tạm thời với Ai Cập.
Bởi Liên Xô sợ rằng Trung Quốc (sau mối bất hòa trong mối quan hệ Xô-Trung trong thập niên 1960) sẽ sao chép lại các công nghệ nên họ chỉ viện trợ SA-3 cho Việt Nam vào cuối tháng 12 năm 1972. Khi đó Mỹ đã ngừng ném bom nên SA-3 chưa hề có dịp tham chiến chống lại không quân Mỹ ở Việt Nam.

### Angola
Không quân Quốc gia Angola (FAPA-DAA) được trang bị một số lượng các đơn vị SA-3, các đơn vị đã được sử dụng để bao vệ các mục tiêu của Angola trước các máy bay Mirage F.1 của SAAF vào tháng 6 năm 1980. 2 chiếc đã bị hư hại bởi các hệ thống SAM trong khi thực hiện phi vụ, Angola tuyên bố đã bắn hạ 4 chiếc của SAAF.
Vào 7-6-1980, khi tấn công Trại huấn luyện Tobias Haneko của SWAPO trong Chiến dịch Sceptic (Smokeshell), thiếu tá Frans Pretorius và đại úy IC du Plessis của SAAF lái 2 chiếc Mirage F.1 đã trúng đạn tên lửa SA-3. Máy bay của du Plessis bị bắn trúng và phải hạ cánh khẩn cấp tại căn cứ không quân Ondangwa. Máy bay của Pretorius bị hưu hại nặng và hạ cánh khẩn cấp iwr Ruacana. Cả hai chiếc đều phải sửa chữa và trở lại trong biên chế sau đó.

### Syria

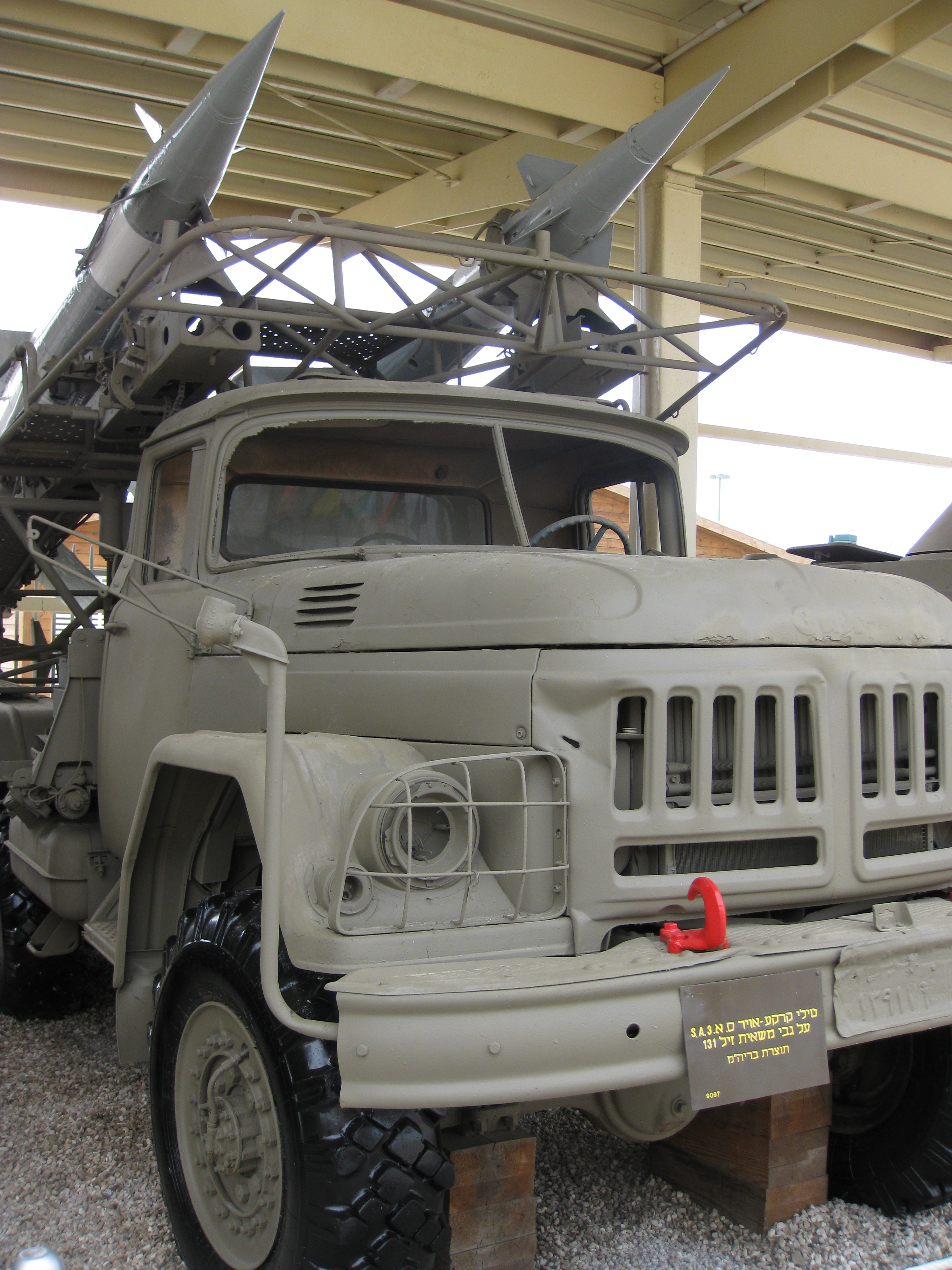
S-125 trên xe vận tải ZIL-131 (9T911), Bảo tàng Batey Ha-Osef

Syria triển khai các đơn vị SA-3 lần đầu trong Chiến tranh Yom Kippur năm 1973. Hệ thống này đã bắn rơi hàng chục máy bay các loại của Israel.
Vào năm 1975, Chính phủ Ai Cập của Tổng thống Anwar Sadat đã quay sang ủng hộ phương Tây, ông ta đã cho phép Mỹ tiếp cận toàn bộ những vũ khí mà Liên Xô bán cho quân đội Ai Cập. Kết quả là Mỹ đã nắm khá rõ tính năng của những loại tên lửa SA-2, SA-3 và SA-6 (đây cũng là những loại tên lửa phòng không chủ chốt của Syria), và những thông tin này đã được Mỹ cung cấp cho Israel để họ đề ra các biện pháp đối phó Kết quả là trong Nội chiến Liban vào giữa năm 1982, Không quân Israel đã thực hiện Chiến dịch Mole Cricket 19 nhằm thủ tiêu các mối đe dọa từ các hệ thống SAM của Syria ở thung lũng Beqaa, trong chiến dịch này Israel đã tiêu diệt nhiều hệ thống SA-2, SA-3 và SA-6 trong vòng một ngày mà chỉ bị thiệt hại nhẹ.

### Iraq
Một chiếc F-16 của không quân Mỹ (số đuôi 87-257) đã bị bắn hạ vào ngày 19-1-1991 trong Chiến dịch Bão táp Sa mạc. Máy bay đã bị hạ bởi một đạn tên lửa của hệ thống SA-3 ở phía nam Baghdad. Phi công là thiếu tá Jeffrey Scott Tice đã nhảy dù an toàn và bị bắt làm tù binh.
Hai ngày trước đó, một chiếc B-52G đã bị hư hại bởi một tên lủa SAM, có thể là SA-3 hoặc SA-6.

### Nam Tư
Trong Chiến tranh Kosovo, hơn 1.000 máy bay NATO gồm những loại hiện đại nhất, bao gồm cả máy bay tàng hình đã không kích ồ ạt vào Nam Tư. Lực lượng phòng không Nam Tư chỉ có vài chục hệ thống tên lửa phòng không cũ kỹ như SA-2, SA-3 và SA-6, tương quan lực lượng rõ ràng là quá chênh lệch. Tuy nhiên, Nam Tư đã thành công trong việc bắn hạ một vài máy bay phản lực và ít nhất 46 máy bay không người lái của NATO, trong đó có 2 chiếc máy bay tàng hình F-117 Nighthawk của Mỹ.
Trung đoàn tên lửa phòng không 250 của quân đội Nam Tư trang bị hệ thống S-125 đã bắn hạ một chiếc máy bay tàng hình F-117 Nighthawk vào ngày 27-3-1999. Sự kiện này đã gây chấn động khi lần đầu tiên, loại máy bay tàng hình hiện đại bậc nhất của Mỹ lại bị tên lửa phòng không đã lạc hậu như S-125 Pechora bắn hạ.
Chỉ huy Tiểu đoàn 3, trung đoàn 250 là Đại tá Zoltán Dani đã đề ra nhiều sáng kiến chiến thuật nhằm phát hiện máy bay tàng hình. Vụ bắn hạ diễn ra chóng vánh trong vài phút, nhưng lực lượng phòng không Nam Tư đã phải chuẩn bị từ lâu với hàng loạt chiến thuật khôn khéo để có được chiến thắng này:
- Để bảo toàn lực lượng trước các đợt không kích dữ dội và liên tục của NATO, Dani đã nghiên cứu và đề ra nhiều biện pháp phòng tránh. Mỗi hệ thống SAM thường chỉ có thể phóng 1 loạt tên lửa trước khi bị máy bay đối phương phát hiện và bắn trả, vì vậy Dani đã cho giảm biên chế của một trận địa từ 4 bệ, mỗi bệ 4 tên lửa xuống còn 2 bệ, mỗi bệ 2 tên lửa. Độ cơ động của hệ thống tăng lên, thời gian triển khai/thu hồi từ 150 phút theo tiêu chuẩn đã giảm xuống còn 90 phút.
- Trong chiến đấu, Dani đề ra quy tắc tất cả phải tắt radar, giữ bí mật trận địa. Khi thời cơ đến, đài radar cảnh giới P-18 chỉ được phép phát sóng 2 lần, mỗi lần 20 giây. Nếu không phát hiện được mục tiêu, toàn trận địa phải chuyển vị trí ngay lập tức. Ông cũng cho radar hoạt động chủ yếu ở hướng bắc, nơi cường độ nhiễu thấp hơn hẳn.
- Để đánh lừa máy bay chế áp phòng không của NATO, Dani lấy radar cũ từ máy bay MiG-21 rồi đặt xung quanh các bệ tên lửa giả. Nhờ những biện pháp này, tiểu đoàn của ông đã đánh lừa được tất cả 23 tên lửa chống bức xạ mà máy bay NATO phóng về phía họ.
- Phòng không Nam Tư cũng nhận ra rằng nếu được giảm tần số xuống mức thấp nhất, khiến sóng radar kéo dài ra cỡ dm hoặc mét thì đài P-18 có khả năng phát hiện máy bay tàng hình F-117 ở khoảng cách nhất định.

Đêm 27/3/1999, Tiểu đoàn 3 đóng quân gần thủ đô Belgrade. Dani ra lệnh cho đài P-18 giảm tần số xuống mức thấp nhất và phát sóng 17 giây. Trắc thủ đã phát hiện ra chiếc F-117 ở khoảng cách 23 km. Đài radar điều khiển hỏa lực UNV phát sóng 20 giây theo đúng quy tắc, 2 lần đầu họ không thấy được mục tiêu, đến lần thứ 3, radar khóa vào chiếc F-117A #82-806 mang mật danh "Vega 31" ở khoảng cách 11 km, độ cao 8 km. Hai tên lửa được phóng lên và đánh trúng mục tiêu. Chiếc F-117 của Mỹ rơi tại chỗ, phi công kịp nhảy dù và được giải cứu sau đó.
SA-3 cũng bắn hạ một chiếc F-16 của NATO vào ngày 2-5 (phi công là trung tá David Goldfein, chỉ huy của phi đội tiêm kích 555, Goldfein đã nhảy dù và được giải cứu bởi một nhiệm vụ tiêm kiếm và cứu nạn trong chiến đấu - CSAR).
Một chiếc F-117A thứ hai đã bị Nam Tư bắn hư hại nặng trong một phi vụ ném bom, và dù quay về được căn cứ, nó hư hại nặng tới mức không bao giờ còn cất cánh được nữa, coi như là bị tiêu diệt. Đến năm 2020, Trung tá Không quân Mỹ Charlie Tuna Heinlein, một cựu phi công F-117, mới tiết lộ chiếc F-117A này đã bị bắn trúng vào ngày 30/4/1999, nó bị hỏng nặng nhưng vẫn quay về được căn cứ Spangdahlem Chiếc F-117A này hỏng nặng tới mức không thể sửa lại được nữa, coi như là bị phá hủy, nhưng vì nó không rơi tại chỗ (không có xác máy bay làm bằng chứng) nên không quân Mỹ đã giấu kín thiệt hại này trong nhiều năm. Tuy nhiên không rõ là chiếc F-117 này bị SA-3 hay SA-6 tiêu diệt.
Trong chiến tranh, SA-3 và các hệ thống SAM khác đã bắn hạ nhiều máy bay không người lái của NATO và Mỹ.

### Ấn Độ
Trong Chiến dịch Sindoor, Ấn Độ đã sử dụng tên lửa S-125 missiles để bắn hạ các đạn tuần kích của Pakistan với độ chính xác cao.

## Miêu tả
S-125 thường được phóng đi từ bệ phóng cố định, nhưng cũng có thể phóng đi từ xe tải ZIL.

### Tên lửa
Hệ thống S-125 sử dụng 2 phiên bản đạn tên lửa khác nhau. V-600 (hay 5V24) có đầu nổ nhỏ chỉ có trọng lượng 60 kg, có tầm bắn khoảng 15 km.
Phiên bản sau có tên gọi V-601 (hay 5V27). Nó có chiều dài 6,09 m, sải cảnh 2,2 m và đường kính 0,375 m. Trọng lượng tên lửa khi phóng là 953 kg, đầu nổ nặng 70 kg gồm 33 kg thuốc nổ mạnh và 4.500 mảnh nhỏ. Tầm bắn từ 3,5 đến 28 km (với loại 5V27D) hoặc 3,5 đến 32 km (với loại 5V27DE). Độ cao hoạt động của tên lửa từ 100 m đến 18 km.

### Radar
Các bệ phóng được điều khiển bởi đài chỉ huy và ba hệ thống radar chính:
- P-15 "Flat Face"/P-15M(2) "Squat Eye" - radar cảnh giới và bắt mục tiêu/phiên bản cải tiến chống mục tiêu bay thấp băng C, công suất 380 kW (cũng sử dụng cho SA-6 và SA-8, tầm hoạt động 250 km/155 dặm)
- SNR-125 "Low Blow" - radar bám mục tiêu, điều khiển tên lửa băng I/D, công suất 250 kW
- PRV-11 "Side Net" - đài radar đo cao băng E (cũng sử dụng cho SA-2, SA-4 và SA-5, tầm hoạt động 28 km/17 dặm, độ cao đo được lên tới 32 km/105,000 ft)

"Flat Face"/"Squat Eye" được đặt trên xe tải van ("Squat Eye" được đặt cao nhằm bắt các mục tiêu bay thấp tốt hơn), "Low Blow" đặt trên một xe móc và "Side Net" đặt trên một xe móc thân hộp.

## Các biến thể và gói nâng cấp

### Phiên bản hải quân

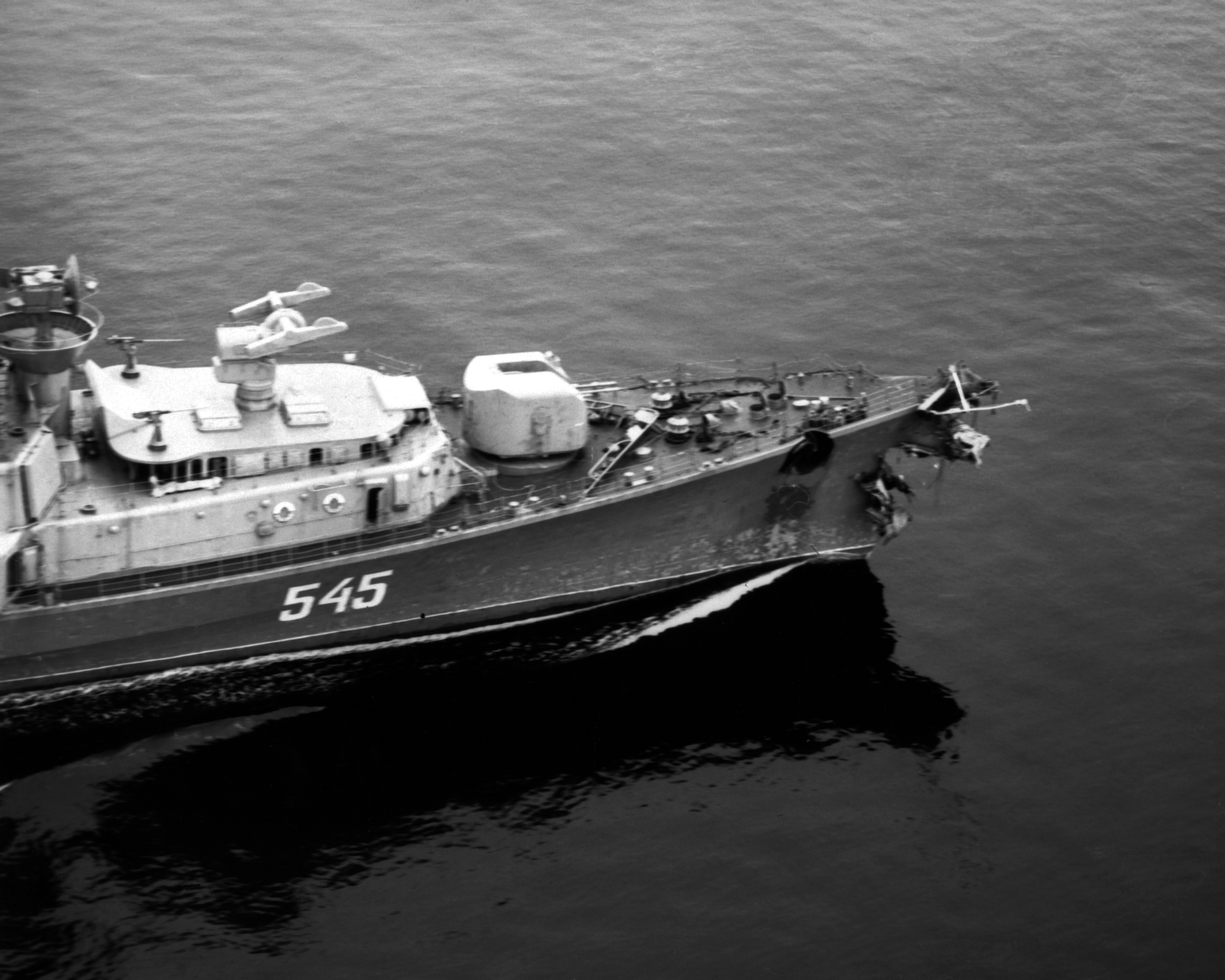
Bệ phóng ZIF-101 của hệ thống Volna trên tàu khu trục Strogiy

Phiên bản hải quân M-1 Volna (SA-N-1) được phát triển năm 1956, cùng với phiên bản lục quân. Nó được đặt lần đầu tiên trên tàu khu trục lớp Kotlin (Project 56K) Bravyi và thử nghiệm năm 1962. Vào cùng năm 1962, hệ thống được chấp nhận trang bị. Đạn tên lửa cơ bản là V-600 (hay 4K90) (tầm bắn: 4–15 km, độ cao: 0.1 đến 10 km). Việc điều khiển và dẫn đường cho tên lửa được thực hiện nhờ radar 4R90 Yatagan, với 5 anten parabol. Hệ thống chỉ có thể điều khiển tên lửa hướng đến một mục tiêu (hoặc hai nếu tàu trang bị hai hệ thống Volna). Trong trường hợp khẩn cấp, Volna cũng có thể được sử dụng để tấn công các mục tiêu mặt nước.
Kiểu bệ phóng đầu tiên có hai tên lửa là ZIF-101, với kho đạn 16 tên lửa. Năm 1963 một bệ phóng hai tên lửa cải tiến được chế tạo mang tên ZIF-102, với khi đạn 32 tên lửa được trang bị cho các lớp tàu chiến mới. Năm 1967, hệ thống Volna được nâng cấp lên chuẩn Volna-M (SA-N-1B) với đạn tên lửa V-601 (4K91) (tầm bắn: 4–22 km, độ cao: 0.1–14 km).
Trong giai đoạn 1974-1976 một số hệ thống đã được hiện đại hóa lên tiêu chuẩn Volna-P, hệ thống nâng cấp có thêm một kênh bám mục tiêu truyền hình và khả năng chống nhiễu tốt hơn. Sau đó đạn tên lửa cải tiến V-601M cũng được trang bị (hệ thống Volna-N).
Một số tàu khu trục của Ấn Độ cũng được trang bị hệ thống M-1 Volna.

### Các gói nâng cấp
Mặc dù Nga thay thế hầu hết các hệ thống S-125 của mình bằng các Hệ thống tên lửa Buk, họ quyết định nâng cấp hệ thống S-125 nhằm thu hút các khách hàng không có đủ khả năng tài chính để thay thế S-125 bằng các hệ thống mới. Các gói nâng cấp giúp cho Pechora-2 có nhiều tính năng tốt hơn, có thể đồng thời điều khiển nhiều tên lửa hướng đến nhiều mục tiêu cùng lúc và xác suất tiêu diệt mục tiêu cao hơn.
Hãng Rosoboronexport đưa ra gói nâng cấp Pechora-2M. So với S-125 Pechora, tổ hợp mới có đến 90% thiết bị điện tử mới. Linh kiện hiện đại mức những năm 2000 đáp ứng những yêu cầu hiện đại, từ các vi mạch được dùng trong máy tính điện tử đến màn hình màu tinh thể lỏng hiển thị tình hình không phận. Cabin điều khiển tổ hợp, xe anten và sở chỉ huy đã được tách khá xa nhau (thay cho cự li trước đây là 70m), tăng đáng kể sức sống của tổ hợp khi bị địch đánh phá. Bệ phóng tự hành 5P73-2M được gắn lên xe tải MZKT-8021, mỗi bệ có hai quả tên lửa cho phép thời gian triển khai nhanh hơn. Hệ thống Pechora-2M cũng có thể tiêu diệt các tên lửa hành trình với đầu đạn mới.
Năm 1999, một tổ hợp tài chính-công nghiệp giữa Nga và Belarus có tên gọi là Oboronitelnye Sistemy đã giành được hợp đồng đại tu các hệ thống S-125 của Ai Cập. Các hệ thống S-125 cũ sẽ được nâng cấp để lên tiêu chuẩn Pechora-2M.
Năm 2001, Ba Lan bắt đầu đưa ra gói nâng cấp hệ thống S-125 gọi là Newa SC. Gói nâng cấp này thay thế các thành phần là mạch analog bằng mạch digital nhằm nâng cao độ tin cậy và chính xác. Ngoài ra còn bao gồm việc đặt bệ phóng lên khung gầm của xe tăng T-55 (trở thành xe bệ tự hành), nâng cao khả năng cơ động và thêm khả năng phân biệt bạn thù và liên kết dữ liệu. Radar được đặt trên một khung gầm xe tải hạng nặng 8 bánh (trước đó sử dụng cho bệ phóng của Scud). 
Cuba cũng phát triển phiên bản nâng cấp tương tự phiên bản của Ba Lan được trưng bày tại La Habana vào 2006.
Một phiên bản nâng cấp của Serbia bao gồm nâng cấp các thiết bị đầu cuối/camera cho đài radar.

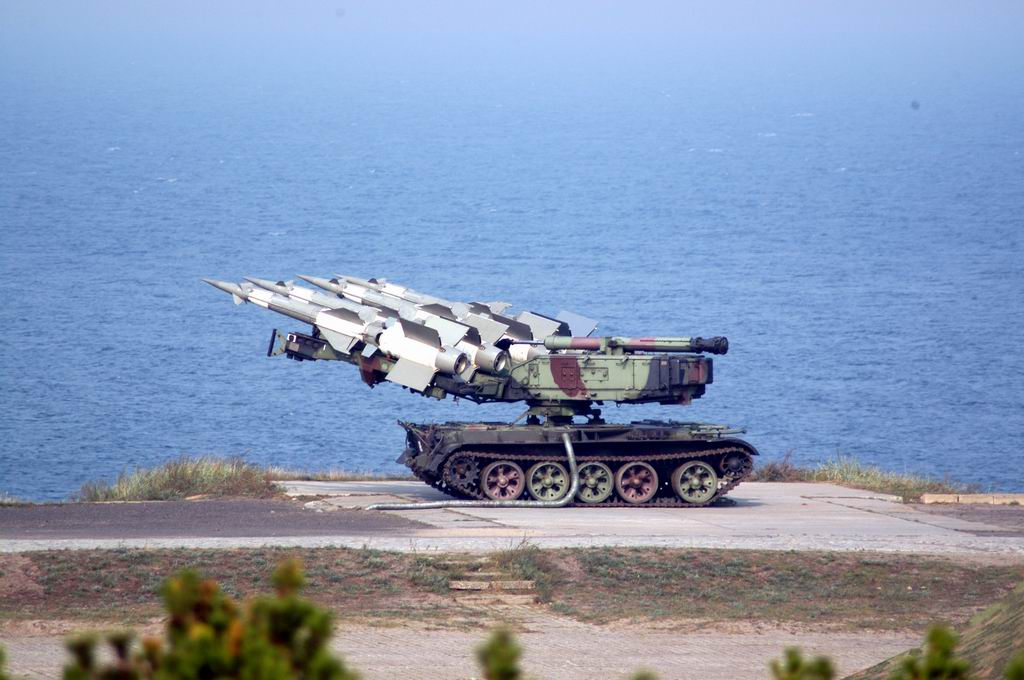
Newa SC

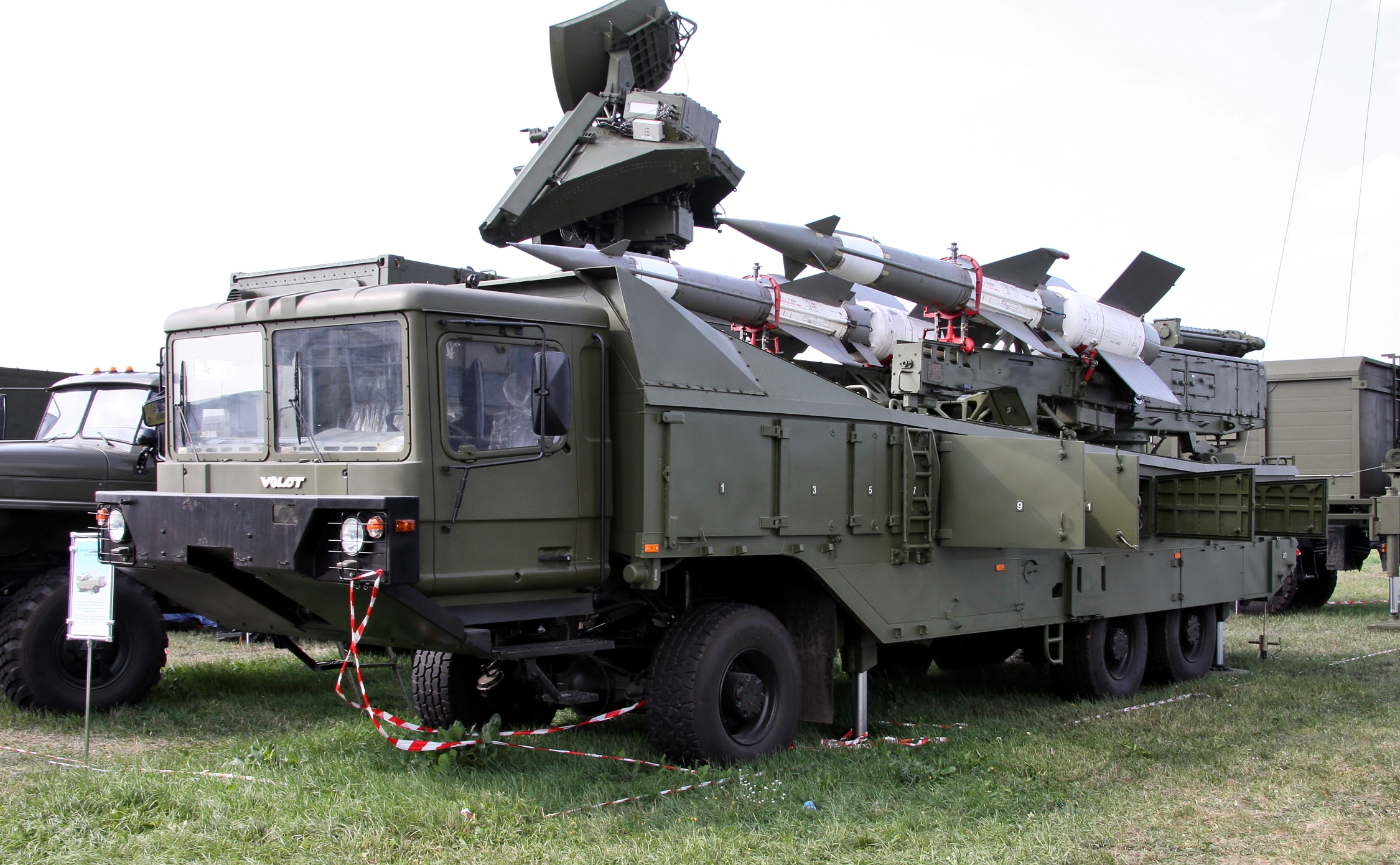
Bệ phóng tổ hợp Pechora-2M trên khung gầm MZKT-8021

Sau đo vài năm, phiên bản của Nga đã được nâng cấp một lần nữa thành Pechora-M, các khía cạnh của hệ thống đã được nâng cấp hầu hết - động cơ tên lửa, radar, hệ thống điều khiển, đầu đạn, ngòi nổ và các thiết bị điện tử khác. Ngoài ra còn thêm khả năng bám mục tiêu bằng laser/hồng ngoại cho phép phóng tên lửa mà không cần sử dụng đến radar.
Năm 2008, công ty Tetraedr của Belarus cũng đưa ra một phiên bản Pechora-2TM với mục tiêu tăng khả năng bám bắt mục tiêu, giảm thời gian triển khai khí tài, đặc biệt là khả năng chống nhiễu phức tạp theo yêu cầu nhiệm vụ tác chiến phòng không hiện đại: 
- Hệ thống cho phép tiêu diệt các mục tiêu ở độ cao thấp, các mục tiêu có diện tích phản xạ sóng radar (RCS) nhỏ như máy bay tàng hình, tên lửa hành trình.
- Chương trình nâng cấp tập trung chủ yếu vào cải tiến hệ thống radar điều khiển hỏa lực SNR-125. Đài điều khiển SNR-125-2TM có phạm vi bắt mục tiêu diện tích phản xạ sóng radar (RCS) 2m2 ở cự ly 100 km (trước nâng cấp chỉ là 80 km), cỡ 0,15m2 ở cự ly 50 km. Thời gian để khóa một mục tiêu nguy hiểm trong nhóm mục tiêu phát hiện được chỉ mất 3 giây. Radar có khả năng theo dõi đồng thời 2 mục tiêu cùng lúc, dẫn đường tiêu diệt cả hai mục tiêu bằng 2 tên lửa hoặc một mục tiêu bằng 2 tên lửa (trước khi nâng cấp chỉ có thể bắn 1 mục tiêu)
- Tăng cường khả năng dễ dàng thao tác bằng việc thay thế các thiết bị, màn hình analog, các nút bấm cơ khí bằng các thiết bị kỹ thuật số.
- Đài SNR-125-2TM được bổ sung thêm tổ hợp ngắm quang – điện tử cho phép phát hiện mục tiêu cỡ máy bay tiêm kích ở cự ly 40 km để sử dụng trong trường hợp radar bị tắt hoặc bị nhiễu.
- Đạn 5V27 nâng cấp cho phép diệt mục tiêu ở tầm bắn xa đến 35 km (chưa nâng cấp là 27 km), tầm cao đạt 25 km (chưa nâng cấp là 18 km), có thể đánh chặn mục tiêu di chuyển tốc độ 900 m/s (chưa nâng cấp là 700 m/s). Độ cao đối với các mục tiêu bay thấp hạ xuống từ 60 m xuống 20m. Khả năng bắn hạ mục tiêu trên không được tăng cường bằng việc gia tăng khối lượng thuốc nổ lên 1,6 lần và số mảnh vỡ lên 3,7 lần. Theo nhà sản xuất, xác suất tiêu diệt mục tiêu máy bay chiến thuật từ 85-96%, tên lửa hành trình đạt từ 30-80%, trực thăng đạt 40-85%.
- Tăng cường khả năng kháng nhiễu của hệ thống khỏi các dải nhiễu tích cực và thụ động. Khả năng kháng nhiễu chặn tích cực của hệ thống S-125-2TM là 2.700 W/MHz, cao hơn rất nhiều so với 24 W/MHz của S-125.
- Thay mới các thiết bị chính trên cơ sở công nghệ mới. Sự thay thế bao gồm: cabin – 100%; trạm ăng ten – 80%; thiết bị phóng – 80%
- Thời gian triển khai đội hình chiến đấu chỉ mất khoảng 20-30 phút (trước khi nâng cấp là 90 phút).

Tháng 12/2008, Tetraedr đã tìm được khách hàng đầu tiên là nước Cộng hòa Azerbaijan với hợp đồng nâng cấp 27 tổ hợp tên lửa phòng không S-125M "Neva-M" theo chuẩn S-125-2TM "Pechora-2TM" qua 2 giai đoạn: giai đoạn 1 do các chuyên gia Tetraedr trực tiếp nâng cấp 5 tổ hợp S-125M kết thúc vào tháng 4/2009, giai đoạn 2 do kỹ thuật viên Azerbaijan tham gia nâng cấp dưới sự hướng dẫn, giám sát và chuyển giao công nghệ từng bước của chuyên gia Tetraedr cho các tổ hợp còn lại.
Việt Nam là khách hàng thứ hai ký với Tetraedr hợp đồng chuyển giao gói nâng cấp khoảng trên 30 tổ hợp tên lửa phòng không S-125M "Pechora-M" lên chuẩn S-125-2TM Pechora-2TM và nâng cấp 670 tên lửa 5V27 lên chuẩn mới. Dự kiến S-125-2TM Pechora-2TM sẽ được trang bị cho ít nhất 10 trung đoàn tên lửa phòng không (hiện có 8 trung đoàn đang sử dụng Pechora-M gồm 213, 250, 257, 274, 276, 282, 284, 285). Đầu tháng 10/2010, các xe khí tài và linh kiện nâng cấp tổ hợp S-125M "Pechora-M" giai đoạn 1 của hợp đồng này đã được máy bay vận tải chuyển tới sân bay Nội Bài. Tiểu đoàn 152 thuộc Trung đoàn tên lửa 250 là đơn vị đầu tiên của Quân chủng tiếp nhận bộ khí tài mới được nâng cấp.
Viện Hàng không Vũ trụ Viettel, đã công bố phiên bản hiện đại hóa của hệ thống S-125, mang tên S-125-VT với các nâng cấp về tên lửa cũng như cơ cấu hoạt động và điều khiển hỏa lực. Hiện phương án nâng cấp này đã được chấp thuận và đưa vào biên chế của Quân chủng Phòng không – Không quân.

## Các nhà khai thác
- Algérie
- Angola
- Armenia - (165)
- Azerbaijan

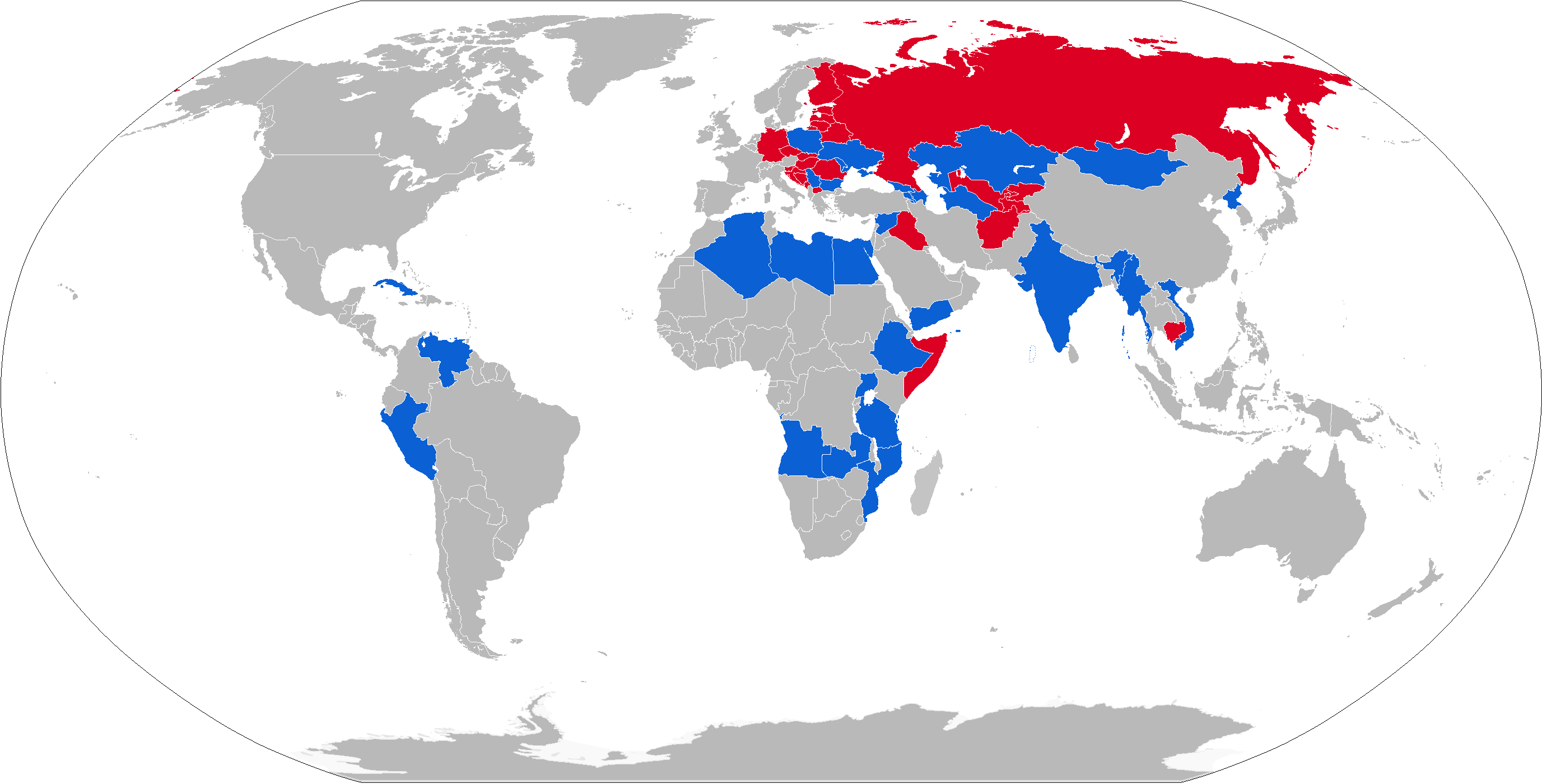
Các quốc gia hiện đang sử dụng S-125

- BulgariaTập tin:MA-SAM-2.jpgHệ thống phòng không Pechora-2M của Quân đội Myanmar tại Lễ duyệt binh Ngày thành lập Lực lượng Vũ trang lần thứ 71 (2016)
- Myanmar [23]
- Cuba
- Ai Cập [23]
- Ethiopia
- Gruzia
- Libya [23]

Hệ thống phòng không Pechora-2M của Quân đội Myanmar tại Lễ duyệt binh Ngày thành lập Lực lượng Vũ trang lần thứ 71 (2016)

- Moldova Trung đoàn phòng không Dimitrie Cantemir
- Mozambique
- CHDCND Triều Tiên 32 khẩu độiLực lượng Phòng không Không quân Peru
- Perú
- Ba Lan

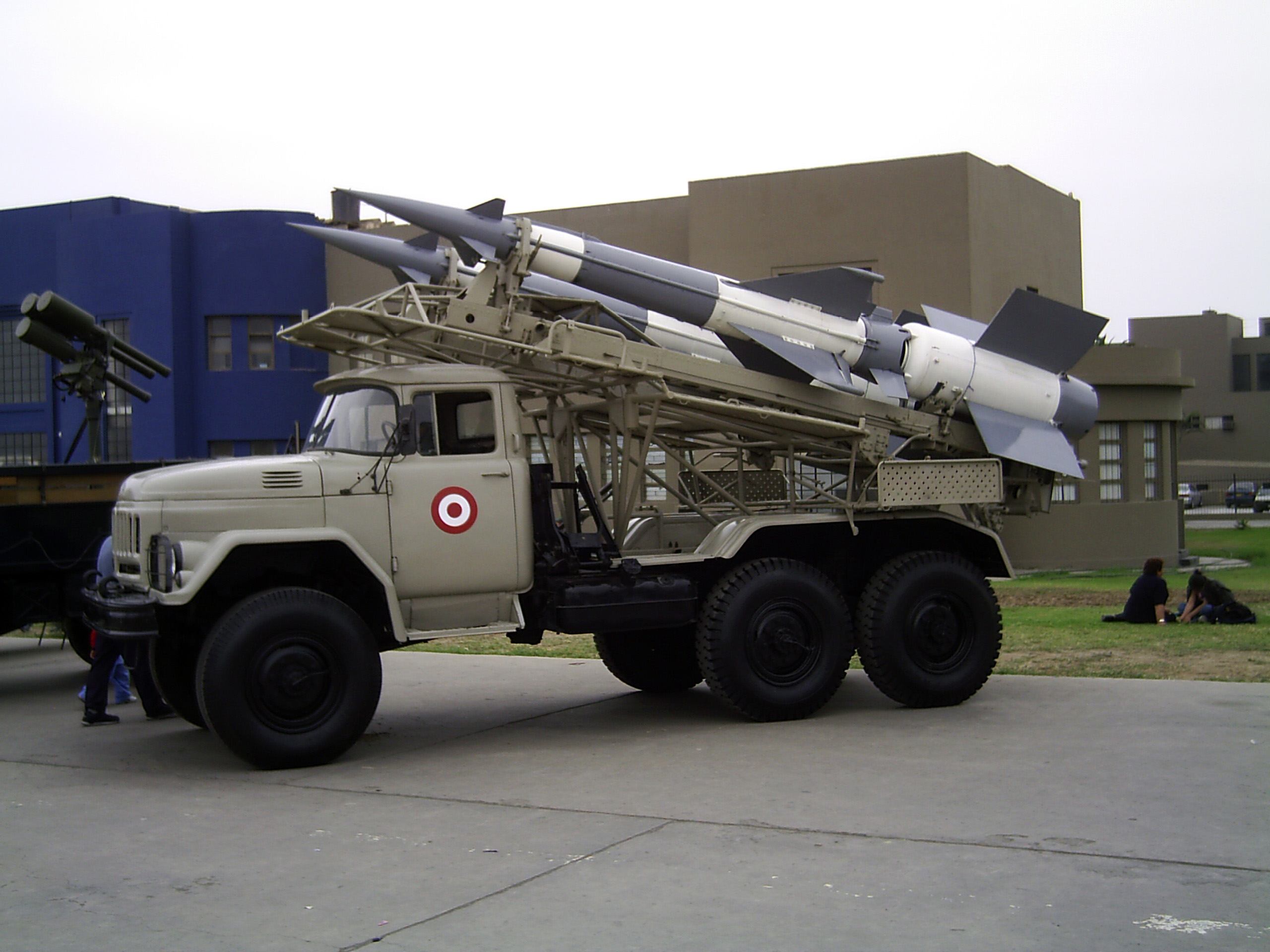
Lực lượng Phòng không Không quân Peru

- Serbia [23] 8 hệ thống SAM, với 32 bệ phóng (đã được hiện đại hóa)
- Syria [23]
- Ukraina
- Tanzania
- Turkmenistan [23]
- Việt Nam Tất cả đã được hiện đại hóa lên phiên bản Pechora-2TM và Pechora-3M và S-125VT(phiên bản hiện đại hóa nội địa của Pechora-2TM) bởi tập đoàn Viettel[24]
- Yemen
- Zambia

### Các nhà khai thác trước đây
- Campuchia (loại bỏ năm 2005) [25]
- Tiệp Khắc
- Đông Đức

- Phần Lan (loại bỏ năm 1990s)

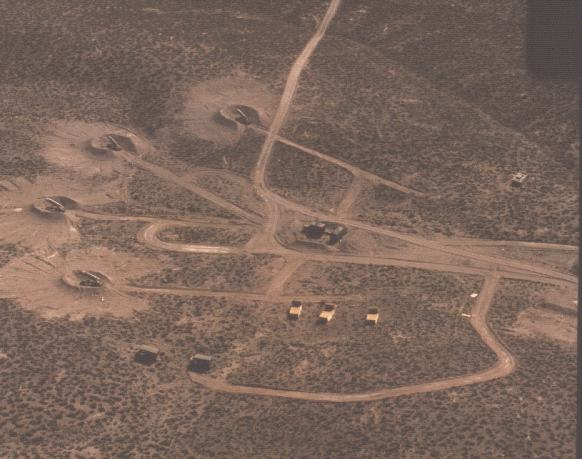
Trận địa tên lửa đất đối không của Liên Xô được mô phỏng tại Nellis AFB

- Hungary (hoạt động trong giai đoạn 1978-1995) [26]
- Ấn Độ
- Iraq (bị phá hủy năm 2003)
- România (hoạt động trong giai đoạn 1986-1998)
- Nga (loại bỏ trong thập niên 1990)
- Somalia (inoperational by 1992) [27]
- Nam Yemen
- Liên Xô
- Nam Tư 14 tiểu đoàn S-125 với tổng cộng 60 bệ phóng

## Các hình ảnh về radar

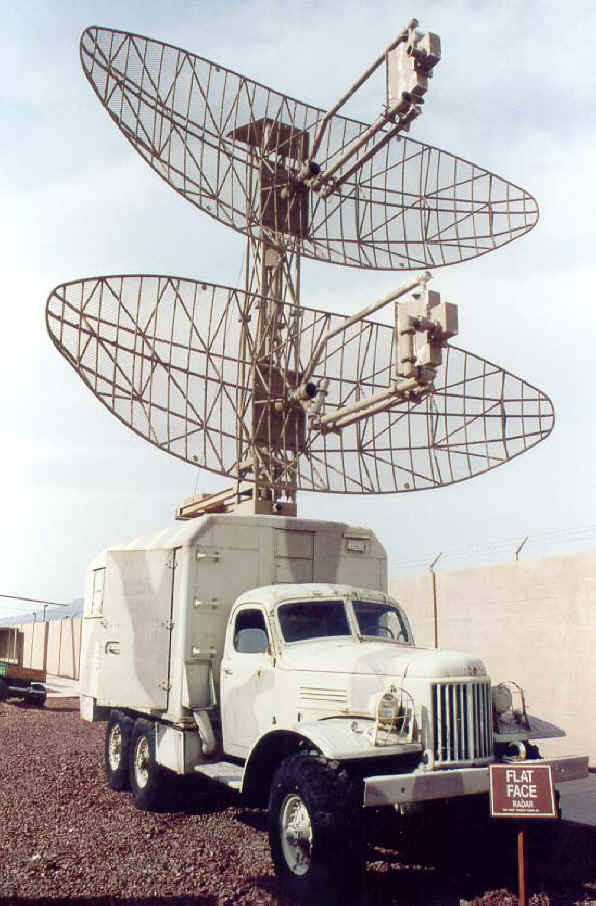
P-15 "Flat Face" radar. Photo by Nellis AFB
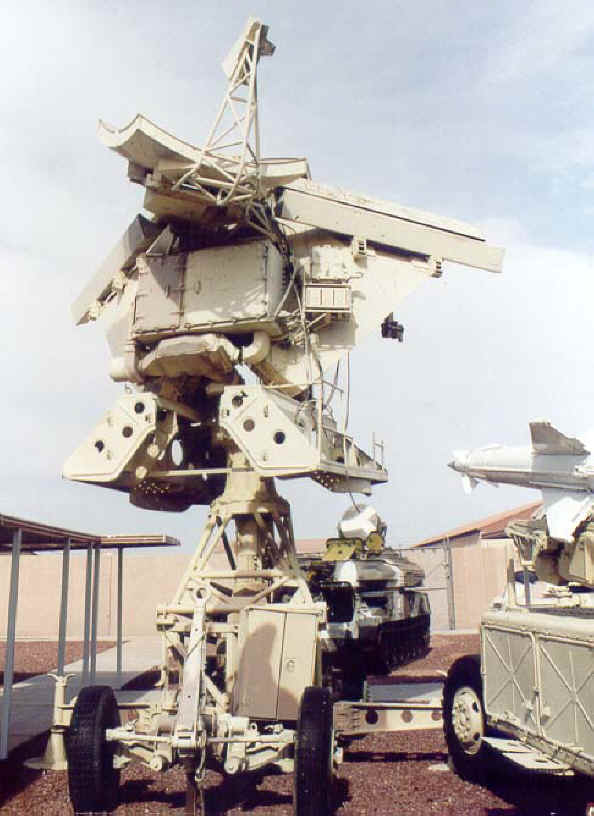
S-125 Neva (Pechora)(SA-3 Goa)"Low Blow" radar. Photo by Nellis AFB
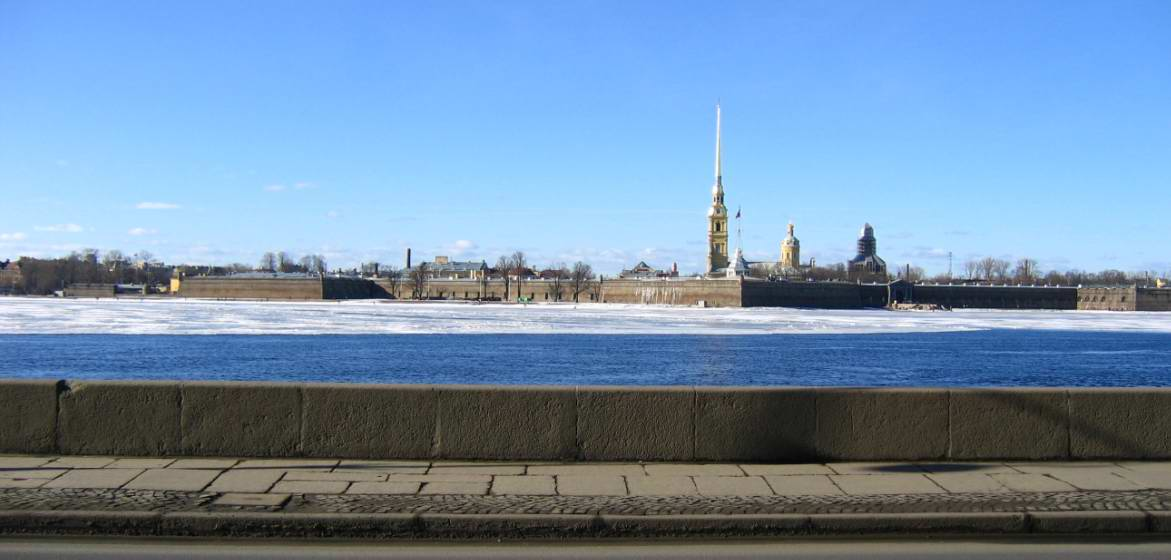
S-125 Neva (Pechora) (SA-3 Goa)"Low Blow" Radar of 250th Air Defence Missile Brigade in Serbia
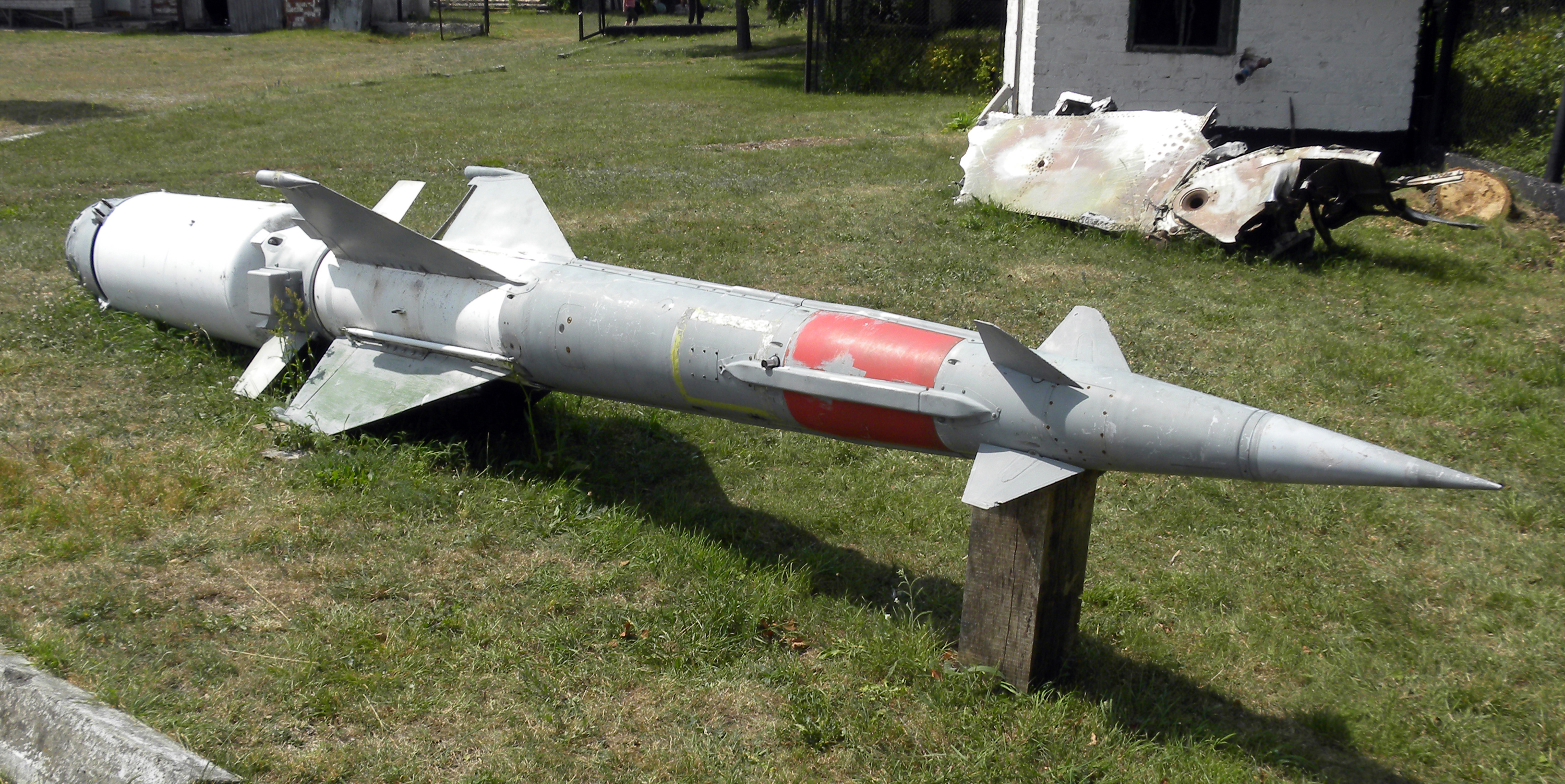